# En silencio
En silencio es el sexto capítulo de la tercera temporada de la serie dramática El ala oeste de la Casa Blanca.

## Argumento
Se ha perdido el contacto con un submarino atómico frente a las costas de Corea del Norte. El Presidente da de plazo 4 horas antes de mandar a un equipo de rescate. Todo indica que ha sufrido un percance y sus tripulantes están en peligro. Mediante la mediación de Leo se llama al Subsecretario de Estado Albie Duncan para asesorar en la situación. Este recomienda no hacer nada, esperar noticias, pero el Presidente no está de acuerdo. En el último momento, cuando está a punto de enviar tropas, el capitán del submarino hace contacto con la Sala de Operaciones: están bien y han mantenido silencio para no ser descubiertos por un destructor. Se encuentran a solo 5 km de la costa norcoreana.
Mientras Sam se reúne con Bruno y Connie para diseñar la publicidad de la campaña para la reelección. El primero está a favor del control de gastos, mientras que los otros dos están dispuestos a usar una laguna legal para poder vencer en la reelección. Finalmente llegarán a un acuerdo: se usarán donaciones privadas, pero no de empresas.
Toby por su parte se entrevista con la presidenta de un comité para la Seguridad de parques que pretende quedarse con el dinero de ayuda a los artistas. Los 150millones de Dólares que se gastan para apoyar a los supuestos artistas pretende dedicarlos en mejorar los parques estatales. Entre las posibles soluciones: aumentar los impuestos.
C.J. y Josh estudian la manera de responder a unas desafortunadas declaraciones del líder republicano ante la pregunta de “porqué quiere ser presidente”. Ambos se plantean burlarse de él y hundir su carrera política. Finalmente, cuando C.J. se lo pregunte al Presidente Bartlet este le responderá que lleva dos horas dándole vueltas y no sabe muy bien porqué quiso serlo.

## Curiosidades
- En el capítulo se habla de un hecho histórico: el incidente del USS Pueblo, que fue apresado por Corea del Norte en 1968. Sus tripulantes fueron detenidos y torturados, para ser devueltos tras una disculpa oficial de los Estados Unidos[1]
- Cuando el actor Hal Holbrook que interpreta el papel de Subsecretario de Estado Albie Duncan dice sobre el Incidente del USS Pueblo que él estuvo allí es prácticamente literal: en 1974 actuó como capitán de dicho barco en la película para TV “Pueblo “sobre este hecho histórico, ganando por ello dos Premios Emmy[2]

## Premios
- Nominación como mejor actriz de reparto para Stockard Channing en los Premios Emmy.

## Enlaces
- Enlace al Imdb
- Guía del Episodio (en inglés)